# Вратислав I
Вратислав I (чеш. Vratislav I.; 888—13 февраля 921) — чешский князь (с 915 года) из рода Пржемысловичей, отец Вацлава Святого. Считается основателем города Вроцлав (Бреслау), который носит его имя.

## Биография
Вратислав был сыном князя Борживоя I и его супруги Людмилы. С 906 года был женат на Драгомире из полабских славян. Из этого брака произошли Святой Вацлав, Болеслав I и, вероятно, ещё один сын по имени Спытигнев, а также четверо дочерей. Исследование ДНК Вратислава I и его брата показало, что у них были голубые глаза, а волосы были русыми.
В 915 году перенял после смерти старшего брата Спытигнева I власть над центральночешской областью вокруг Праги и правил до 921 года. В его время Богемия находилась под влиянием баварского герцога Арнульфа. Для защиты от растущей угрозы со стороны саксонских герцогов Богемия заключала различные союзы. Женитьба Вратислава с Драгомирой связывала Богемию с наиболее могущественным на тот момент полабским племенем стодорян. Мадьярским воинам, которые с начала X века совершали нападения на запад, он давал свободный проход, а в 915 году в их набеге на Саксонию участвовали и чешские воины.
Внутри страны Вратислав, как и его брат Спытигнев I, укрепил позиции династии Пржемысловичей. У границ своих владений он построил новые крепости и оттеснил влияние других чешских князей. Немногие сохранившиеся литературные и археологические памятники не дают возможности чётко разграничить значение обоих братьев в процессе становления государства. Известно лишь, что ещё в 897 году в Регенсбурге Богемию представляло несколько князей, а в 929 году сын Вратислава Вацлав был неоспоримым единоличным правителем всей страны, несмотря на то, что отдельные княжества продолжали существовать дальше. Из этого можно сделать вывод, что за 20-летнее правление Спытигнева I и 6-летнее правление Вратистава династия Пржемысловичей окончательно победила в борьбе за влияние.
Вратислав погиб в битве с мадьярами в возрасте 33 лет. Его могила находится в базилике святого Георгия в Пражском Граде (см. фото).